# Chlorochaeta insulana
Chlorochaeta insulana là một loài bướm đêm trong họ Geometridae.